# Xã Sauk Prairie, Quận Ward, Bắc Dakota
Xã Sauk Prairie (tiếng Anh: Sauk Prairie Township) là một xã thuộc quận Ward, tiểu bang Bắc Dakota, Hoa Kỳ. Năm 2010, dân số của xã này là 23 người.